# Assunta Marchetti
Assunta Marchetti, M.S.C.S. (15. srpna 1871, Camaiore – 1. července 1948, São Paulo) byla italská římskokatolická řeholnice, spoluzakladatelka a členka kongregace skalabriniánek, působící spolu se svým bratrem ctihodným Giuseppem Marchettim v Brazílii. Katolická církev ji uctívá jako blahoslavenou.

## Život

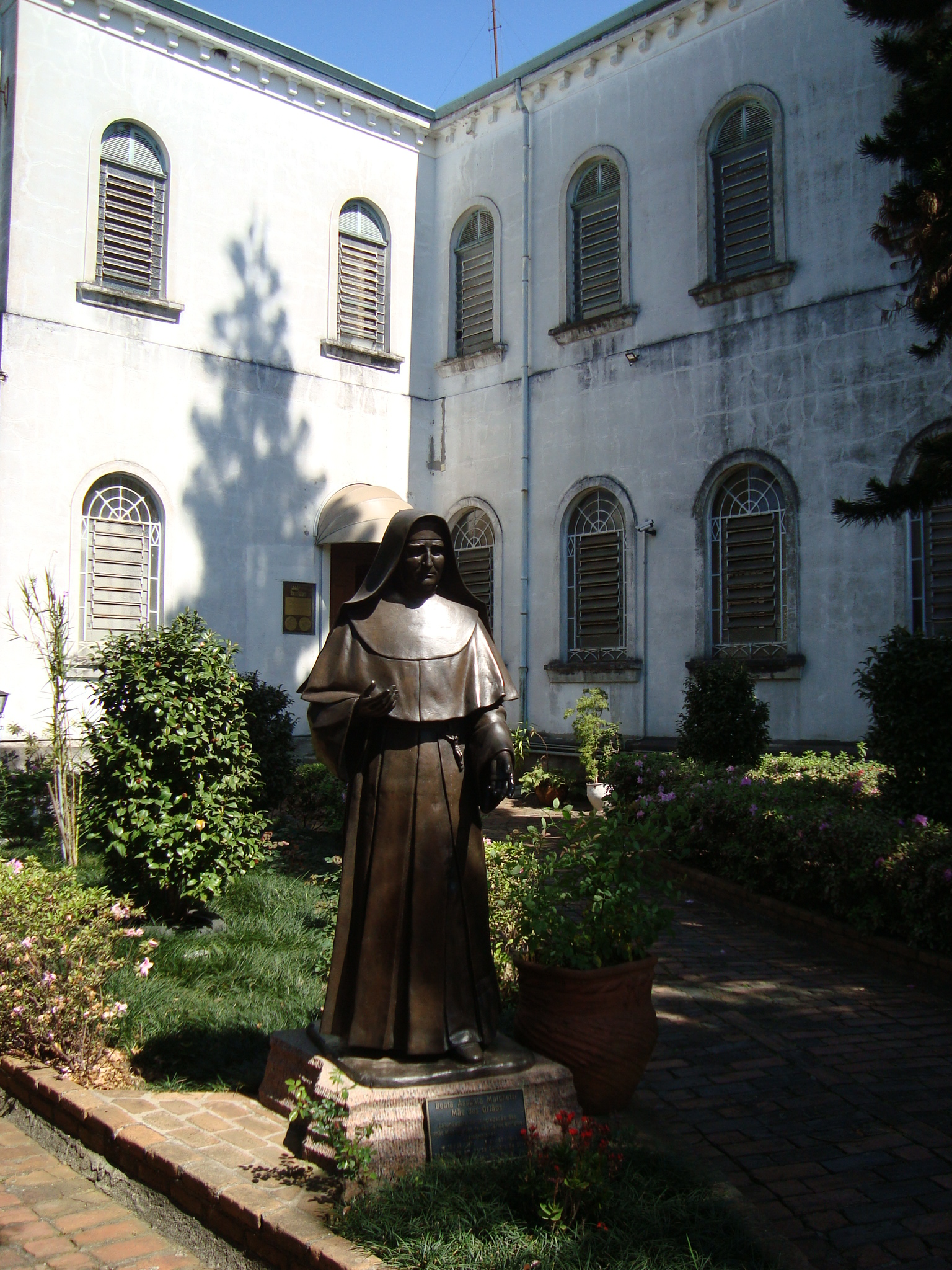
Socha bl. Assunty Marchetti v São Paulo

Narodila se dne 15. srpna 1871 v italském městě Camaiore jako třetí z jedenácti dětí rodičům Angelu Marchettimu a Carole Ghilarducci. Pokřtěna byla 16. srpna téhož roku. Roku 1883 přijala svátost biřmování. Po smrti otce roku 1893 musela pomáhat matce s domácností.
Později se setkala s biskupem sv. Giovannim Battistou Scalabrinim, kterému pomohla založit ženskou řeholní kongregaci Misionářských sester svatého Karla Boromejského. Kongregaci pomáhal založit také její bratr, který byl řeholní kněz kongregace Misionářů svatého Karla. Dne 25. října 1895 do kongregace v Piacenze se svoji ovdovělou matkou a dvěma dalšími ženami složením řeholních slibů jako jedna z prvních čtyř vstoupila. Je také považována za spoluzakladatelku kongregace.
Den po složení řeholních slibů, 26. října 1895 vyrazila spolu se svým bratrem a dalšími dvěma řeholnicemi z Janova na cestu do Brazílie. Zde měli za cíl převážně péči o sirotky italských přistěhovalců. Po příjezdu pak založili sirotčinec, ve kterém pracovala až do své smrti. V letech 1912–1918 a poté znovu v letech 1927–1935 působila jako generální představená své kongregace.
Trpěla křečovými žílami a erysipelem a roku 1947 byla hospitalizována. Její zdravotní stav se zhoršoval a dne 1. července 1948 v São Paulo zemřela.

## Úcta
Jeho beatifikační proces započal dne 24. ledna 1987, čímž obdržela titul služebnice Boží. Dne 19. prosince 2011 ji papež Benedikt XVI. podepsáním dekretu o jejích hrdinských ctnostech prohlásil za ctihodnou. Dne 9. října 2013 byl uznán zázrak na její přímluvu, potřebný pro její blahořečení.
Blahořečena pak byla dne 25. října 2014 v katedrále Nanebevzetí Panny Marie v São Paulo. Obřadu předsedal jménem papeže Františka kardinál Angelo Amato.
Její památka je připomínána 1. července. Bývá zobrazována v řeholním oděvu.